# جيولوجيا الهند

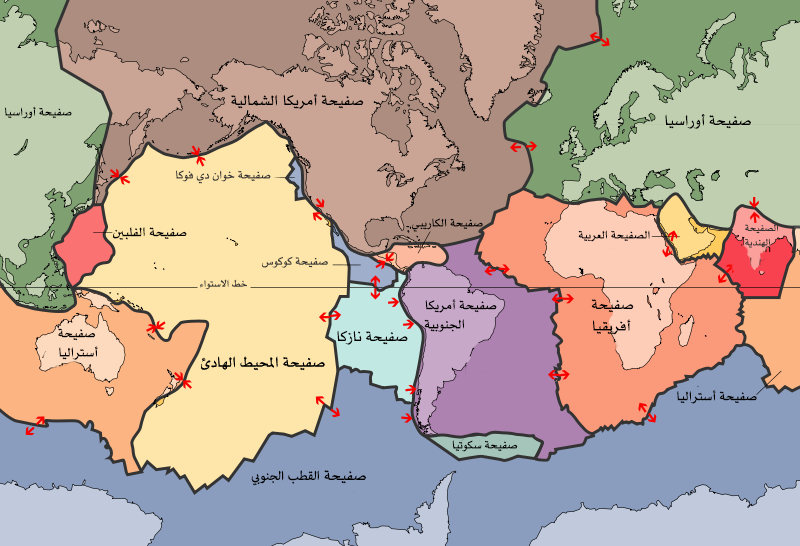

جيولوجيا الهند، هنالك مناطق عديدة في الهند تحتوي في طبقاتها على صخور تعود إلى فترات جيولوجية مختلفة ترجع الحقبة السحيقة الأولى بعضها تعرض للتشوه والضرر. وتشمل الترسبات الأخرى (الصخور) على الطمي وترسبات وكتل من الصخور (المفككة) التي لم تخضع لعمليات النشأة المتأخرة. وجرى العثور على مجموعة كبيرة وبكميات ضخمة من الترسبات وكتل الصخور المعدنية في شبه القارة الهندية. حتى أن سجل الهند الأحفوري مثير للإعجاب ويشمل صخورًا رسوبية كانت تحتوي على كائنات حية، كاللافقاريات والفقاريات ونباتات متحجرة.

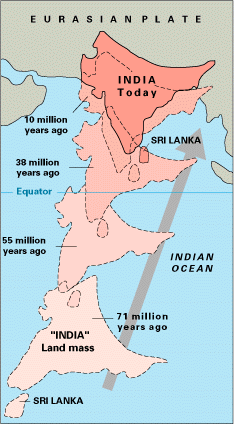
وفقاً لنظرية الانجراف القاري فإن الصفيحة الهندية انشطرت عن مدغشقر والتحمت مع الصفيحة الأوراسية لتشكيل جبال الهملايا.

أرض الهند الجغرافية منطقة يمكن أن تصنف ضمن هضبة الدكن المتفجرة، غندوانا وسلسلة جبال ڤنديان.
هضبة الدكن المتفجرة تغطي تقريبًا كل ولاية مهاراشترة وهي جزء من ولاية كجرات، ولاية ماديا براديش وإندرا براديش.خلال رحلتها شمالًا بعد انفصالها عن باقي غندوانا، مرت الهند ببركان سُمِّيَ بركان رينيون، الذي سبب انصهارًا واسعًا تحت الغلاف الصخري. وهذا الانصهار اخترق سطح الغلاف الصخري بفيضان بازلتي هائل محدثًا فجوات في هضبة الدكن. أُعْتقد أيضًا أن بركان رينيون سبب انفصال مدغشقر والهند.
غندوانا وسلسلة جبال ڤيندهيان تشمل مناطق مختلفة مثل (ماديا براديش،  تشاتيسغار، أوديسا، بهار، تجاركاند، البنغال الغربية، اندرا براديش، ماهاراشترا، جامو وكشمير، البنجاب، هيماتشال، راجستان واوتاراخاند)
غندوانا هي جزء من القارة بانجيا والتي تحتوي على سلسلة فريدة من الصخور. وبسبب الانجراف القاري تتواجد الآن سلسلة الصخور في الهند والتي تحتوي على قسم كبير من صخور جندوانا وتتواجد على جوانب نهر دامودار ونهر السون وتلال راجمحل.

## الهزات الأرضية والزلازل في الهند
شبه القارة الهندية لديها تاريخ من الزلازل المدمرة. السبب الرئيسي لارتفاع وتيرة وشدة الزلازل هو أن الصفيحة الهندية، استنادًا إلى النظرية العلمية التي تصف الحركات الكبرى للغلاف الصخري، تتجه نحو آسيا بمعدل حوالي 47 ملم/سنة. وتشير الإحصاءات الجغرافية من الهند إلى أن ما يقرب من 54٪ من الأراضي معرضة للزلازل. أظهر تقرير للبنك الدولي والأمم المتحدة تقديرات أن نحو 200 مليون شخص من سكان المدن في الهند سيتعرضون للزلازل بحلول عام 2050. السلطة الوطنية للكوارث تقول إن 60٪ من مساحة اليابسة الهندية معرضة للزلازل و8٪ عرضة لمخاطر الإعصار.